# Hugo Díaz de la Paz
Hugo Díaz de la Paz (* 1. März 1953 in Guadalajara, Jalisco) ist ein ehemaliger mexikanischer Fußballspieler auf der Position eines Stürmers.

## Leben
Díaz spielte fast während seiner gesamten fußballerischen Laufbahn bei seinem Heimatverein Club Deportivo Guadalajara, bei dem er von 1972 bis 1982 in der Epoche der „Chivas flacas“ unter Vertrag stand, als der Mannschaft zwischen 1970 und 1987 kein einziger Titelgewinn gelang.
Auf der Fahrt zum Auswärtsspiel nach Puebla, das für den folgenden Tag angesetzt war, geriet der Mannschaftsbus von Chivas am 14. Februar 1981 in einen Verkehrsunfall, bei dem mehrere Spieler verletzt wurden. Dass Díaz dieses Unglück überlebte, verdankt er unter anderem auch der Tatsache, dass er seinen eigentlich vorgesehenen Sitzplatz an diesem Tag mit seinem Mannschaftskameraden und Freund José Martínez González getauscht hatte, der bei diesem Unfall ums Leben kam.
Während seiner Zeit bei Chivas absolvierte Díaz in den Jahren 1974 bis 1979 insgesamt vier Länderspieleinsätze für die mexikanische Fußballnationalmannschaft, von denen keines verloren wurde.
Seine letzte Saison 1982/83 verbrachte Díaz in Diensten von Deportivo Neza.
Von 1994 bis 2004 arbeitete Díaz de la Paz als Nachwuchstrainer für seinen langjährigen Verein Chivas und betreute in dieser Eigenschaft auch die späteren Nationalspieler Chicharito und Marco Fabián, die für Bayer Leverkusen bzw. Eintracht Frankfurt in der Fußball-Bundesliga spielten. Anschließend war er von 2005 bis 2018 als Talentscout für Chivas im Einsatz.